# Athalia (Händel)

Das Sheldonian Theatre in Oxford, Ort der Uraufführung.

Athalia (HWV 52) ist ein Oratorium in drei Teilen von Georg Friedrich Händel mit einem Libretto von Samuel Humphreys. Die Uraufführung fand am 10. Juli 1733 anlässlich der Verleihung akademischer Grade der Universität im Sheldonian Theatre in Oxford statt.

## Entstehung
Anders als Händels übrige Oratorien entstand Athalia für zwei Aufführungen in Oxford, zu einer Zeit, als Händel noch vorwiegend Opern komponierte. So hatte er Anfang des Jahres 1733 den Orlando herausgebracht und Floridante wiederaufgenommen. In der Fastenzeit dirigierte Händel Aufführungen seines im März uraufgeführten Oratoriums Deborah und der neuen Esther vom Vorjahr, dies zuletzt am 17. April. Vier weitere Vorstellungen vom Orlando folgten ab dem 21. April. Die Vorstellungsreihe endete am 5. Mai.
In diesem Frühjahr erhielt Händel vom Vizekanzler der Universität Oxford, William Holmes, eine Einladung, um an der von Holmes wiederbelebten Zeremonie des „Publick Act“, einer Feierstunde der Universität zur Verleihung akademischer Grade, teilzunehmen und diese musikalisch zu gestalten. Außerdem gab es die Gelegenheit, an mehreren Abenden vor und nach der Zeremonie Konzerte zu spielen. Dafür sah Händel neben den schon in London bekannten Oratorien Esther und Deborah auch ein neues Oratorium vor, wiederum mit einem Sujet aus dem Alten Testament. Wie schon bei den beiden früheren Oratorien, schrieb ihm der Dichter Samuel Humphreys, welcher zu der Zeit Sekretär von Händels zweiter Opernakademie war, das Textbuch. Händel muss nach dem Ende der Londoner Oratorien-Aufführungen und zwischen den letzten Vorstellungen des Orlando mit der Arbeit an Athalia begonnen haben. In seiner Kompositionspartitur notiert er dann das Datum der Fertigstellung: „Fine dell‘ Oratorio S[oli]. D[eo]. G[loria]. G. F. Handel London June ye 7. 1733.“
Wie dann in mehreren Londoner Tageszeitungen im Juni zu lesen war, wollte man Händel bei der Festveranstaltung in Oxford auch die Ehrendoktorwürde verleihen:

“Great Preparations are making for Mr Handel’s Journey to Oxford, in order to take his Degree of Doctor of Musick; a Favour that University intends to compliment him with, at the ensuing Publick Act. The Theatre there is fitting up for the Performance of his Musical Entertainments, the first of which begins on Friday Fortnight the 6th of July. We hear that the Oratorio’s of Esther and Deborah, and also a new one never perform’d before, called Athalia, are to be represented two Nights each; and the Serenetta of Acis and Galatea as often.”

„Herrn Händels Vorbereitungen für die Reise nach Oxford, wo ihm der Titel „Doctor of Musick“ verliehen werden soll, ist in vollem Gange. Die Universität möchte ihm diese Ehre bei dem bevorstehenden „Publick Act“ erweisen. Das dortige Theater bereitet sich auf die Aufführung seiner musikalischen Darbietungen vor, deren erste am Freitag, den 6. Juli, in zwei Wochen, beginnt. Wir hören, dass die Oratorien Esther und Deborah, sowie ein neues, noch nie aufgeführtes namens Athalia an jeweils zwei Abenden gespielt werden sollen, wie auch die Serenata Acis und Galatea.“

Händel lehnte die ihm angetragene Auszeichnung, für die auch eine Gebühr zu zahlen war, jedoch aus unbekannten Gründen ab. Es ist möglich, dass er seitens der Universität Widerstände verspürte, denn dass Holmes ihn mehrmals außerhalb der Universitätszeremonie im Sheldonian Theatre mit größeren Werken auftreten ließ und dafür 5 Schilling Eintritt verlangte, stieß einigen Traditionalisten an der Universität sauer auf:

“[…] One Handell, a foreigner […] being desired to come to Oxford, to perform in musick at this Act, in which he hath great skill, is come down, the Vice-Chancellor (Dr. Holmes) having requested him so to do, and, as an encouragement, to allow him the benefit of the Theater both before the Act begins and after it. […] This is an innovation. The players might be as well permitted to come and act.
[…] Handell and (his lowsy crew) a great number of forreign fidlers, they went to Abbington, and yesterday began to act there, at which were present many gownsmen from Oxford.”

„Ein gewisser Händel, ein Ausländer, wurde nach Oxford eingeladen, um bei diesem „Publick Act“ Musik zu machen, worin er großes Talent besitzt. Er reiste dann an, nachdem der Vizekanzler (Dr. Holmes) ihn darum gebeten und ihm als Anreiz gewährt hatte, das Theater sowohl vor als auch nach der Veranstaltung [für seine Zwecke] nutzen zu können.
Händel und seine lausige Truppe, eine große Anzahl ausländischer Geiger, fuhren nach Abingdon und begannen gestern dort zu spielen, wobei viele Dozenten aus Oxford anwesend waren.“

Und ein nicht näher bekannter Dozent der Universität von Oxford notierte:

“Some of the company that had found themselves but very scamblingly entertained at our dry disputations took it into their heads to see how a little fiddling would sit upon them. Such as couldn’t attend before, squeezed in with as much alacrity as others strove to get out, so that ere his myrmidons could gain their posts, he found that he had little likelihood to be at such a loss for a house as, once upon a time, folks say he was. So that, notwithstanding the barbarous and inhuman combination of such a parcel of unconscionable chaps, he disposed, it seems, of most of his tickets, and had, as you may guess, a pretty motly appearance into the bargain.
The company, in the evening, were entertained with a spick and span new oratorio, called ‘Athalia.’ One of the royal and ample had been saying that truly it was his opinion that the theatre was erected for other guess purposes than to be prostituted to a company of squeaking, bawling, outlandish songsters, let the agreement be what it would.”

„Einige von der Gesellschaft, die sich bei unseren trockenen Debatten nur sehr schlecht unterhalten fühlten, nahmen sich vor, zu testen, wie ihnen ein bisschen Geigenspiel gefallen würde. Diejenigen, die das zuvor noch nicht erlebt hatten, drängten sich mit ebenso viel Eifer hinein, wie sich andere bemühten, hinauszukommen, so dass er [Händel], ehe seine Schergen auf ihren Posten waren, feststellte, dass es ihm um sein Theater nicht bange sein musste, wie es ihm vorausgesagt war. So kam es, dass er trotz der barbarischen und menschenunwürdigen Zusammenstellung eines solchen Haufens gewissenloser Schurken die meisten seiner Karten loswurde und obendrein, wie man sich denken kann, ein ziemlich zusammengewürfelten Auftritt hinlegte.
Am Abend wurde die Gesellschaft mit einem nagelneuen Oratorium unterhalten, Athalia genannt. Einer der königlichen und wohlhabenden Herren merkte an, er sei wirklich der Meinung, dass das Theater zu anderen Zwecken errichtet worden sei, als es an eine Gruppe von quietschenden, grölenden, verschrobenen Sängern zu prostituieren, wie auch immer der Vertrag [mit Händel] aussehen mag.“

Die Festveranstaltung fand dann tatsächlich am 9. Juli statt, es wurden aber so viele Reden gehalten, dass die ebenfalls angesetzte Uraufführung der Athalia um einen Tag verschoben werden musste und folglich die Aufführungen derselben erst am 10. und 11. Juli gegeben werden konnten.

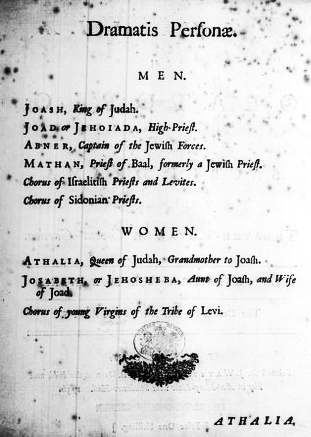
Liste der handelnden Personen im Librettoheft.Druck von John Watts, London 1756

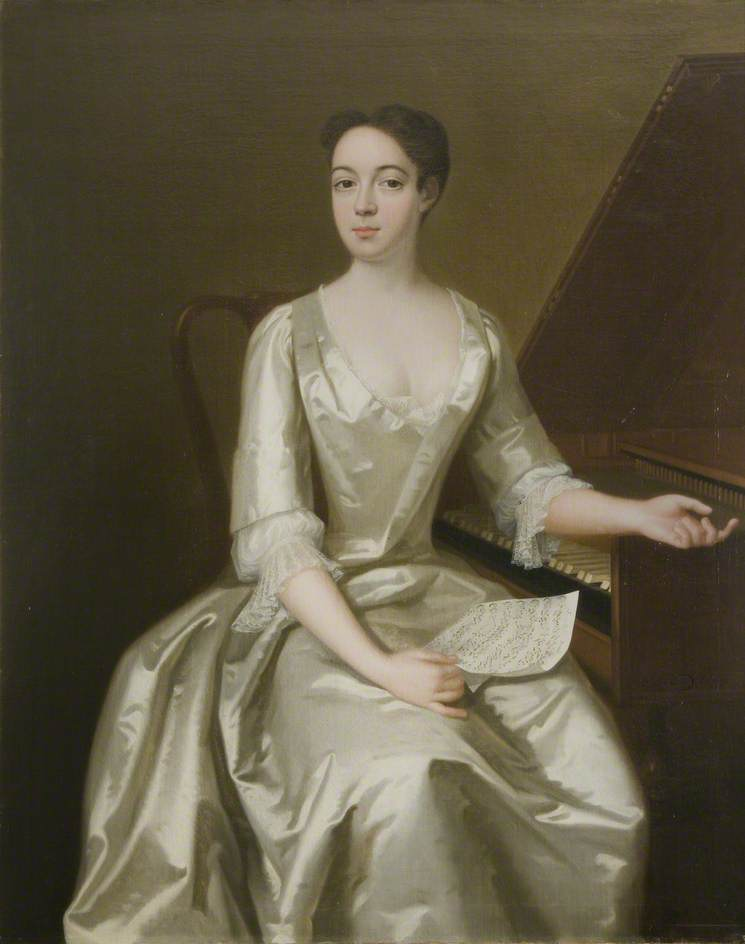
Die einzige dem Händelschen Ensemble treu gebliebene Sängerin war Anna Maria Strada. Alle anderen seiner Sänger-Stars waren zum Konkurrenzunternehmen, der Opera of the Nobility abgewandert.

Die Uraufführungsbesetzung bestand aus folgenden Sängerinnen und Sängern:
- Athalia – Mrs. Wright (Sopran)
- Joad – Walter Powell (Altus)
- Josabeth – Anna Maria Strada del Pò (Sopran)
- Joas – Master[6] Goodwill (Knabensopran)
- Mathan – Gaetano Filippo „Philip“ Rochetti (Tenor)
- Abner – Gustavus Waltz (Bass)

Trotz des Gegenwindes von einigen Leuten an der Universität war das Gastspiel in Oxford für Händel in jeder Hinsicht, auch finanziell, ein voller Erfolg. Nach den herben Verlusten der vorigen Produktionen, konnten die Defizite vermutlich so ausgeglichen werden.

“[…] they write from Oxford, that on Monday, July 9th, the Theatre was again crowded [...]; and the next night (being Tuesday) another Oratorio of Mr Handel’s, called Athalia, was performed in the Theatre, where 3 700 Persons were present [...] And moreover from London […] 'tis noted that ’twas computed, that Mr Handel cleared by his Musick at Oxford upwards of 2000 l.”

„Man schrieb aus Oxford, dass das Theater am Montag, dem 9. Juli, erneut überfüllt gewesen war. Und am nächsten Abend (Dienstag) wurde ein weiteres Oratorium von Herrn Händel mit dem Titel Athalia im Theater aufgeführt, als 3.700 Personen anwesend waren. Und außerdem wird aus London vermeldet, dass Herr Händel Schätzungen zufolge mit seiner Musik in Oxford über 2.000 Pfund eingenommen hat.“

## Aufführungsgeschichte
Athalia wurde dann wieder fünfmal im Jahre 1735, beginnend mit dem 1. April im Covent Garden Theatre und damit erstmals in London aufgeführt. Zuvor hatte Händel große Teile des Oratoriums in zwei anderen Stücken verwendet, die im vorangegangenen Jahr anlässlich der Hochzeit von Prinzessin Anne mit dem Prinzen Wilhelm von Oranien am 13. und 14. März erklangen: in seiner Serenata Il Parnasso in Festa (HWV 73) und dem Wedding-Anthem This is the day which the Lord hath made (HWV 262). Deshalb verschob er die Londoner Präsentation seiner Athalia auf 1735.
Weitere Aufführungen fanden in Worcester (1743), Dublin (1744–45, 1751) und 1755 wieder in Oxford statt. Zum letzten Mal in Händels Leben (er war schon erblindet) erklang das Stück dreimal im März 1756 im Covent Garden Theatre.
In Oxford wurde die Tradition dieses Stückes im Sheldonian Theatre, der Stätte der glanzvollen Erstaufführung, fortgesetzt und es erklang hier 1760, 1762, 1769 und 1775. Zweimal wurde es während des Three Choirs Festivals in Worcester (1763, 1764) und 1787 einmal an Händels Geburtstag (23. Februar) im Rahmen der „Concerts of Ancient Music“ in den Tottenham Street Rooms im Londoner Norden gespielt.
Gottfried van Swieten legte eine eigene Bearbeitung der Athalia vor, die 1794 in Wien erklang. Die deutsche Erstaufführung war das Konzert am 14. November 1822 in Berlin. Neben der Singakademie spielte die Königliche Kapelle unter der Leitung von Carl Friedrich Zelter. Eine Wiederaufnahme im Jahr 1835 leitete dann sein Schüler Eduard Grell. Die Wiener Tonkünstler-Societät brachte das Oratorium 1837 in einer Bearbeitung Ignaz Franz von Mosels heraus. In all diesen Aufführungen im deutschsprachigen Raum wurde der Text in einer deutschen Übersetzung gesungen.
Zwar blieb die Wirkung der Veröffentlichung der Partitur im Rahmen der Händel-Gesamtausgabe durch Friedrich Chrysander im Jahr 1859 nicht ohne Wirkung, denn das Oratorium wurde gelegentlich gespielt (Münster 1861, Rotterdam 1863, Berlin 1870 und 1872, Wien 1884 und in England in Falmouth, 1935), doch konnte sich das Stück nicht nachhaltig in den Konzertprogrammen festsetzen. Die höchstwahrscheinlich erste szenische Produktion sah man im Girton College, einem Frauen-College der Universität in Cambridge am 5. und 6. März 1954. Sie fand in der Old Hall unter der Leitung von Ann Eminton statt. In Kontinentaleuropa wurde Athalia am 21. Juni 1968 während der Göttinger Händel-Festspiele unter Günther Weißenborn erstmals wieder aufgeführt.

## Libretto
Samuel Humphreys ließ sich für sein Libretto von der Tragödie Athalie inspirieren, die Jean Racine 1691 gedichtet hatte und die im selben Jahr mit der Bühnenmusik von Jean-Baptiste Moreau im Mädchenpensionat in Saint-Cyr uraufgeführt wurde. Diese wiederum basiert auf einer in den Büchern der Könige (2 Kön 11, 1.20) und der Chronik (2 Chr 22,10 und 23,21) geschilderten Geschichte des Alten Testaments. Humphreys Text fußt auf dem Original Racines, nicht auf der seit 1728 in London verfügbaren englischen Übersetzung des französischen Librettos. Für Händel insbesondere scheint dieser Stoff deshalb so von Interesse gewesen zu sein, da er den Weg der Behandlung des Chores als Handlungsträger, den er in Esther und Deborah schon so erfolgreich begonnen hatte, nahtlos fortführen konnte. Wie in seinen früheren Arbeiten für Händel legte Humphreys sein Hauptaugenmerk wiederum darauf, nicht nur trocken Ereignisse der Geschichte zu schildern, sondern in die Charaktere und inneren Konflikte der handelnden Personen hineinzuleuchten.

## Handlung

### Erster Teil
Die Juden bereiten ihr Erntefest vor. Der Hohepriester Joad klagt darüber, wie Königin Athalia tyrannisch über das Land herrscht und den Götzen Baal anbetet.
Athalia wacht erschrocken auf und erzählt Mathan von ihren Träumen. Der Geist ihrer Mutter sei auf sie zugeschwebt und habe sie vor Judas Gott gewarnt. Als sie die Mutter habe umarmen wollen, habe diese sich entzogen und sei von wilden Tieren zerfleischt worden. Dann habe sie einen Knaben im Priestergewand gesehen, der sie zwar sanft angelächelt, ihr dann aber einen Dolch in die Brust gestoßen habe. Mathan versucht sie aufzumuntern, es sei nur ein Traum gewesen. Da Athalia aber weiterhin bedrückt ist, will Mathan von den Tempelpriestern die Identität des Jungen erfahren und ihn töten.
Joad und seine Gattin Josabeth haben ihren Neffen, den Königssohn Joas aufgezogen, der aber von seiner wahren Abstammung nichts weiß. Abner warnt sie vor der Absicht der Königin. Josabeth ist besorgt, doch der Hohepriester vertraut darauf, dass Gott den Jungen schützen werde.

### Zweiter Teil
Die Juden feiern das Erntefest. Abner möchte das Land von der Unterdrückung befreit sehen. Joad eröffnet ihm, dass es einen legitimen Thronfolger gibt – nämlich den von ihm aufgezogenen Jungen. Daraufhin erklärt Abner, dass er diesen mit dem Schwert schützen werde.
Athalia erscheint und fragt, ob der Junge Josabeths Kind sei. Josabeth verneint, und Joas gibt sich als Waisenkind Eliakim aus. Athalia will ihn in ihren Palast holen, aber er lehnt ab, weil er keinen Götzendienst leisten will. Athalia entbrennt in Rachegedanken. Josabeth ist wieder verzweifelt und wird von Joas ermutigt.
Joad und Josabeth drücken ihr Vertrauen auf einen guten Ausgang aus.

### Dritter Teil

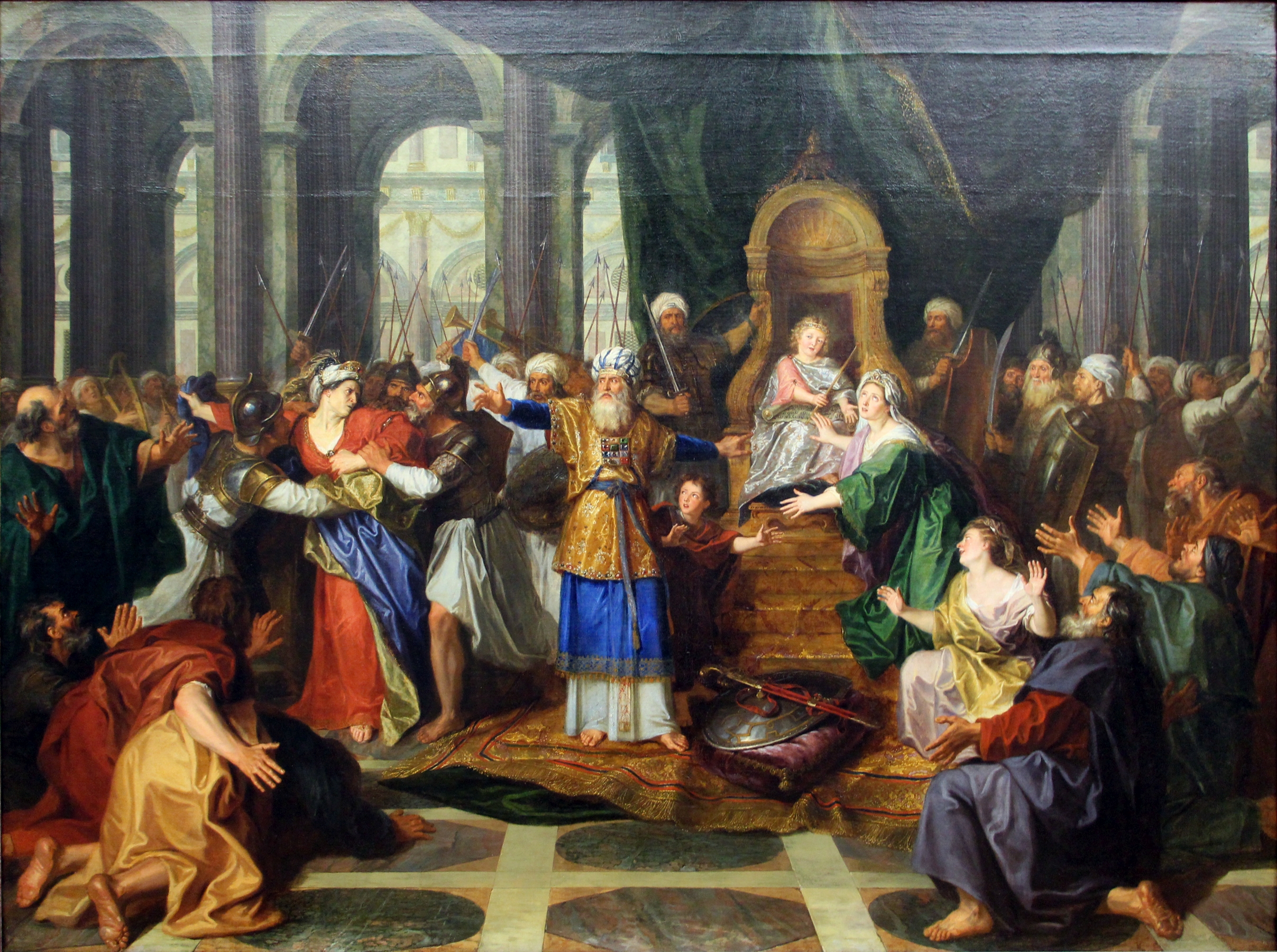
Die Vertreibung der Athalia aus dem Tempel, Antoine Coypel, Paris 1696

In einer göttlichen Erleuchtung prophezeit Joad, dass die frevlerische Herrschaft ein Ende haben und Athalia sterben wird. Er fragt Joas, wessen Herrschaft er sich zum Vorbild nehmen würde, wenn er die Wahl hätte. Joas antwortet „Davids.“, woraufhin der Hohepriester und seine Gattin bekanntgeben, dass Joas ein Königssohn und der neue Herrscher sei.
Mathan kommt auf Josabeth zu, wird aber als Heuchler abgewiesen. Athalia erscheint und verlangt die Auslieferung des Kindes, aber Joad führt ihn ihr als neuen König vor. Abner verweigert ihr den Gehorsam, und Mathan erkennt, dass Judas Gott gesiegt hat. Athalia schwört Rache.
Als Abschluss lobpreisen und danken die Juden Gott für seine Güte.

Mathans Arie Nr. 11 Gentle airs für den Violoncellisten Caporale, 1735 in London sang sie John Beard.
Druck von John Walsh, London 1735

## Musik
Wie in der Londoner Presse zu lesen („The Norwich Gazette“, 14. Juli 1733) wirkten bei der Uraufführung in Oxford siebzig Sänger und Instrumentalisten mit: das größte Ensemble, was jemals in Oxford aufgetreten war. Dementsprechend knüpft die üppige Instrumentalbesetzung nicht nur in diesem Punkt an die Vorgänger-Oratorien Esther (HWV 50b) und Deborah (HWV 51) an. Ergänzend zur textlichen Vorarbeit Humphreys, trägt nun auch Händel durch die Nutzung der daraus resultierenden Möglichkeiten der Instrumentation und dem Wechsel der Klangfarben dazu bei, die handelnden Personen und deren Gefühle möglichst eindringlich zu charakterisieren.
Das Eintreffen des italienischen Violoncellisten Francisco Caporale, von dem Charles Burney schreiben wird, dass man ihm mit besonderer Vorliebe wegen seines vollen, süßen und wohlklingenden Tones zugehört habe, veranlasste Händel erstmals wieder seit 26 Jahren, für ein obligates Solo-Violoncello zu schreiben. In der Arie Nr. 11 Gentle airs, melodious strains! hat das Violoncello die Aufgabe, den verführerischen Wesenszug des Mathan, einem vom jüdischen zum Baals-Glauben übergelaufenen Priester, zu zeichnen. Einer Solo-Violine fällt in der Arie Nr. 12 Softest sounds no more can ease me zu, Athalias pessimistische Stimmung auszudrücken. Und wie schon in Deborah nimmt Händel hier für die Chöre, welche in der Art der Anthems der anglikanischen Liturgie gesetzt sind, die volle Orchesterbesetzung einschließlich der Blechbläser und Pauken.
Die Menge der Chorszenen, deren Dichte in den drei Teilen durchaus variiert, und deren durch die jeweilige Zuordnung zu einer Partei unterschiedlicher Charakter, der Dialog in diesen Szenen zwischen den Soli (Athalia, Joad, Josabeth) und den Chören zeigen einen klaren Unterschied zur Opera seria, was Händel offenbar wichtig war. Trotz der schwierigen Zeiten für seine Opernunternehmen wird er aber trotzdem noch acht weitere Jahre neue Opern auf die Londoner Bühnen bringen.

## Orchester
Zwei Blockflöten, Traversflöte, zwei Oboen, zwei Fagotte, zwei Hörner, zwei Trompeten, Pauken, Streicher und Basso continuo (Violoncello, Laute, Cembalo, Orgel).

## Struktur des Oratoriums
Symphony. (Allegro – Grave – Allegro) (2 Ob, Str, BC)

### Erster Teil
| Scene I (The Temple)   | 1. Air. Josabeth (Str, BC) Blooming virgins, spotless train                         |
|                        | 2. Chorus. (2 Ob, Str, BC) The rising world Jehovah crown’d                         |
|                        | 3. Solo and Chorus. Josabeth (2 Ob, Str, BC) Tyrants would in impious throngs       |
|                        | Recitative. Abner When He is in his wrath reveal’d?                                 |
|                        | 4. Solo and Chorus. Abner (2 Ob, Fg, Str, BC) When storms the proud to terrors doom |
| Scene II               | Recitative. Joad Your sacred songs awhile forbear                                   |
|                        | 5. Accompagnato (Str, BC) O Judah, Judah! Chosen seed!                              |
|                        | 6. Solo and Chorus. Joad (2 Ob, Fg, Str, BC) O Lord, whom we adore                  |
| Scene III (The Palace) | 7. Accompagnato. Athalia (Ob, Str, BC) What scenes of horror round me rise!         |
|                        | Recitative. Athalia, Mathan O Mathan, aid me to control                             |
|                        | 8. Accompagnato. (Ob, Str, BC) O Athalia, tremble at thy fate!                      |
|                        | 9a. Chorus. (2 Ob, 2 Hr, Str, BC) The gods, who chosen blessings shed               |
|                        | Recitative. Athalia Her form at this began to fade                                  |
|                        | 10. Chorus. (2 Ob, Fg, Str, BC) Cheer her, O Baal, with a soft serene               |
|                        | Recitative. Athalia, Mathan Amidst these horrors, that my soul dismay’d             |
|                        | 11. Air. Mathan (Vc solo, Str, BC) Gentle airs, melodious strains!                  |
|                        | 12. Air. Athalia (Vl solo, 2 Ob, Str, BC) Softest sounds no more can ease me        |
|                        | Recitative. Mathan, Abner Swift to the temple let us fly                            |
|                        | 13. Chorus. (2 Ob, Str, BC) The traitor if you there descry                         |
| Scene IV               | Recitative. Joad, Josabeth, Abner My Josabeth! The grateful time appears            |
|                        | 14. Air. Josabeth (2 Ob, Str, BC) Faithful cares in vain extended                   |
|                        | Recitative. Abner, Joad O cease, fair princess, to indulge your woe                 |
|                        | 15. Air. Joad (2 Vl, BC) Gloomy tyrants, we disdain all the terror                  |
|                        | 16. Chorus. (2 Ob, Str, BC) Alleluja!                                               |

### Zweiter Teil
| Scene I (The Temple) | 17. Solo and Chorus. Joad (2 Ob, Fg, 2 Hr, 2 Trp, Str, BC) The mighty pow’r in whom we trust |
|                      | 18. Air. Josabeth (2 BlFl, 2 Vl, BC) Through the land so lovely blooming                     |
|                      | Recitative. Abner, Joad Ah! were this land from proud oppression freed                       |
|                      | 19. Air. Abner (2 Vl, BC) Ah, canst thou but prove me!                                       |
|                      | Recitative. Joad Thou dost the ardour that I wish display                                    |
| Scene II             | Recitative. Athalia, Josabeth, Joas Confusion to my thoughts!                                |
|                      | 20. Air. Joas (2 Ob, 2 Vl, BC) Will God, whose mercies ever flow                             |
|                      | Recitative. Athalia, Joas ’Tis my intention, lovely youth                                    |
|                      | 21a. Air. Athalia (2 Ob, 2 Vl, BC) My vengeance awakes me                                    |
|                      | 22. Duet. Josabeth, Joas (Str, BC) My spirits fail, I faint, I die!                          |
| Scene III            | Recitative. Joad Dear Josabeth, I trembled whilst thy woe                                    |
|                      | 23. Duet. Joad, Josabeth (2 Vl, BC) Cease thy anguish, smile once more                       |
|                      | Recitative. Abner Joad, ere day has ended half his race                                      |
|                      | 24. Chorus. (2 Ob, 2 Fg, Str, BC) The clouded scene begins to clear                          |

### Dritter Teil
| Scene I   | 25. Accompagnato. Joad (Str, BC) What sacred horrors shake my breast!                 |
|           | 26. Chorus. (2 Ob, Fg, Str, BC) Unfold, great seer, what heav’n imparts               |
|           | 27a. Accompagnato (Str, BC) Let harmony breathe soft around                           |
|           | 28. Solo and Chorus. Joad (2 Ob, Fg, Str, BC) Jerusalem, thou shalt no more           |
|           | Recitative. Joad, Joas, Josabeth Eliakim! / My father!                                |
|           | 29. Chorus. (2 Ob, Fg, Str, BC) With firm united hearts                               |
| Scene II  | Recitative. Mathan, Josabeth Oh princess, I approach thee to declare                  |
|           | 30a. Air. Josabeth (2 Vl, BC) Soothing tyrant, falsely smiling!                       |
| Scene III | Recitative. Joad, Mathan Apostate priest! How canst thou dare                         |
| Scene IV  | Recitative. Athalia, Joad Oh bold seduce, art thou there?                             |
|           | 31. Solo and Chorus. Joad (2 Ob, Fg, 2 Trp, Pk, Str, BC) Around let acclamations ring |
|           | Recitative. Athalia, Joad, Abner Oh, treason, treason! Impious scene!                 |
|           | 32. Air. Abner (2 Ob, 2 Vl, BC) Oppression, no longer I dread thee                    |
|           | Recitative. Athalia, Mathan Where am I? furies, wild despair!                         |
|           | 33. Arioso. Mathan (2 Ob, Str, BC) Hark! His thunders round me roll                   |
|           | Recitative. Joad, Athalia Yes, proud apostate, thou shalt fall                        |
|           | 34. Air. Athalia (2 Vl, BC) To darkness eternal and horrors infernal                  |
| Scene V   | Recitative. Joad, Josabeth Now, Josabeth, thy fears are o’er!                         |
|           | 35a. Duet. Joad, Josabeth (2 Vl, BC) Joys, in gentle trains appearing                 |
|           | Recitative. Abner Rejoise, oh Judah, this triumphant day!                             |
|           | 36. Chorus. (2 Ob, Fg, 2 Hr, 2 Trp, Pk, Str, BC) Give the glory to His awful name     |

## Diskografie
- RCA ARL1-0083 (1973): Rita Shane (Athalia), Arleen Auger (Josabeth), Beverly Wolff (Joad), Patricia Guthrie (Joas), Raymond Michalski (Abner)
Wiener Akademiechor, Orchester der Wiener Volksoper; Dir. Stephen Simon (58 min, Ausschnitte)
- L'Oiseau-Lyre 6.35725 (1985): Joan Sutherland (Athalia), Emma Kirkby (Josabeth), James Bowman (Joad), Aled Jones (Joas), Anthony Rolfe Johnson (Mathan), David Thomas (Abner)
Choir of New College, Oxford, Academy of Ancient Music; Dir. Christopher Hogwood (121 min)
- Naxos 8.554364-65 (1996): Elisabeth Scholl (Athalia), Barbara Schlick (Josabeth), Annette Reinhold (Joad), Friederike Holzhausen (Joas), Markus Brutscher (Mathan), Stephan McLeod (Abner)
Junge Kantorei, Barockorchester Frankfurt; Dir. Joachim Carlos Martini (128 min)
- MDG 332 1276-2 (2004): Simone Kermes (Athalia), Olga Pasichnyk (Josabeth), Martín Oro (Joad), Trine Wilsberg Lund (Joas), Thomas Cooley (Mathan), Wolf Matthias Friedrich (Abner)
Kölner Kammerchor, Collegium Cartusianum; Dir. Peter Neumann (123 min)
- Deutsche HM 88697723172 (2010): Geraldine McGreevy (Athalia), Nuria Rial (Josabeth), Lawrence Zazzo (Joad), Aaron Mächler (Joas), Charles Daniels (Mathan), David Wilson-Johnson (Abner)
Vocalconsort Berlin, Kammerorchester Basel; Dir. Paul Goodwin (144 min, mit einem Orgelkonzert, Fassung 1735)